# Полдинг, Джон Бид
Джон Бид Полдинг (англ. John Bede Polding OSB, 18 октября 1794 года, Ливерпуль, Соединённое королевство Великобритании и Ирландии — 16 марта 1877 года, Сидней, Австралия) — католический прелат, первый католический иерарх Австралии, епископ Сиднея с 5 апреля 1842 года по 22 апреля 1842 год, первый архиепископ Сиднея с 22 апреля 1842 года по 16 марта 1877 год, член монашеского ордена бенедиктинцев, основатель женской монашеской конгрегации «Сёстры Доброго Самаритянина Бенедиктинского Ордена».

## Биография
В 1810 году Джон Полдинг вступил в монашеский орден бенедиктинцев, где принял монашеское имя Бид. 4 марта 1819 года Джон Бид Полдинг был рукоположён в священника, после чего служил в Downside School при Даунсайдском аббатстве, графство Сомерсет . С 1826 по 1844 год был генеральным секретарём английской провинции бенедиктинского ордена.
3 июля 1832 года Римский папа Григорий XVI назначил Джона Бида Полдинга титулярным епископом Иероцезарии и апостольским викарием апостольского викариата Новой Голландии и Вандименовой Земли. 29 июня 1834 года состоялось рукоположение Джона Бида Полдинга в епископа, которое совершил апостольский викарий апостольского викариата Лондонского района и титулярным епископом Усулы Джеймс Йорк Брамстон в сослужении с вспомогательным епископом апостольского викариата Лондонского района и титулярным епископом Олены Томасом Гриффитсом и апостольским викарием апостольского викариата Восточной Океании Этьеном Рушузом.
5 апреля 1842 года Святой Престол преобразовал апостольский викариат Новой Голландии и Вандименовой Земли в епархию Сиднея и Джон Бид Полдинг стал её первым ординарием. Через несколько дней 22 апреля 1842 года епархия Сиднея была возведена в ранг архиепархии и Джон Бид Полдинг стал её первым архиепископом.
В 1868 году начал восстановление пострадавшего от пожара собора Пресвятой Девы Марии.
Скончался 16 марта 1877 года в Сиднее.